# Baureihe E
Baureihe E - elektryczny zespół trakcyjny produkowany w latach 1958-1990 dla metra w Berlinie. Wyprodukowano 86 zespołów trakcyjnych. Pierwsze dwa elektryczne zespoły trakcyjne zostały wyprodukowane w 1958 roku. Został wyprodukowany do podmiejskich pociągów pasażerskich na zelektryfikowanych liniach metra. Elektryczne zespoły trakcyjne pomalowano na kolor żółty. Elektryczne zespoły trakcyjne były eksploatowane w metrze berlińskim do 1992 roku.